# Istituto centrale per gli archivi
L'Istituto centrale per gli archivi (ICAR) è uno degli istituti centrali del Ministero della cultura, con il coordinamento e indirizzo della Direzione generale Archivi e, sotto la sua vigilanza, d'intesa con la Direzione generale Bilancio dello stesso ministero.

## Storia
L'ICAR è stato istituito con Decreto legislativo 20 1998, n. 368 che, nel comma 4 afferma: "Presso il Ministero è istituito l'Ufficio centrale per gli archivi con competenze di definizione degli standard per l'inventariazione e la formazione degli archivi, di ricerca e studio, di applicazione di nuove tecnologie". La effettiva istituzione dell'Istituto risale, però, al 2006 quando all'interno degli uffici della Biblioteca Nazionale Centrale di Roma sono stati individuati e resi disponibili alcuni locali.
L'organizzazione amministrativa, le attribuzioni, le definizioni degli ambiti di competenza sono conseguenti alla struttura del Ministero variata per effetto del decreto del Presidente della Repubblica 26 novembre 2007, n. 233, pubblicato nel Supplemento ordinario alla Gazzetta ufficiale il 17 luglio 2009.
Nel mese di marzo 2010 gli uffici vengono trasferiti in via Sommacampagna per poi ritornare, dal 2013, alla Biblioteca Nazionale Centrale di Roma.
Con il DPCM 2 dicembre 2019, n. 169, pubblicato nella Gazzetta Ufficiale  n.16 del 21-01-2020, l’Istituto  centrale  per  gli archivi, pur continuando a dipendere funzionalmente dalla Direzione generale Archivi, è stato collocato tra gli istituti centrali dotati di autonomia sui quali svolge funzioni di indirizzo l'Istituto  centrale  per  la  digitalizzazione  del  patrimonio culturale, Digital Library; le risorse  umane  e  strumentali gli sono  assegnate dalla  Direzione   generale Educazione, ricerca e istituti culturali,  d'intesa  con  la  Digital Library, con la Direzione generale Organizzazione e con la  Direzione generale Bilancio.

### Direzione dell'ICAR
- Daniela Grana (ottobre 1998-agosto 2008);
- Luigi Londei (agosto 2008 – settembre 2009);
- Marina Giannetto (settembre 2009 – maggio 2015);
- Mauro Tosti Croce ad interim (maggio - settembre 2015);
- Stefano Vitali (ottobre 2015 – giugno 2020);
- Elisabetta Reale (giugno 2020 – aprile 2022);
- Sabrina Mingarelli (maggio 2022 - maggio 2024);
- Chiara Veninata (maggio 2024 - in corso).

## Funzioni
Le funzioni dell'ICAR sono state riconfermate dal Decreto del presidente della Repubblica 10 giugno 2004, n. 173, in materia di "Regolamento di organizzazione del Ministero per i Beni e le Attività Culturali", mentre  con il decreto ministeriale del 7 ottobre 2008 è stato approvato l'ordinamento dell'Istituto, poi modificato dal citato Decreto del Presidente del Consiglio dei ministri della Repubblica Italiana 29 agosto 2014, n. 171, in materia di "Regolamento di organizzazione del Ministero dei beni e delle attività culturali e del turismo, degli uffici della diretta collaborazione del Ministro e dell'Organismo indipendente di valutazione della performance, a norma dell'articolo 16, comma 4, del decreto-legge 24 aprile 2014, n. 66, convertito, con modificazioni, dalla legge 23 giugno 2014, n. 89"
L'istituto è un organismo di studio e ricerca applicata che elabora metodologie in materia di ordinamento e inventariazione di archivi storici, e per la gestione e conservazione degli archivi in formazione.
Una parte preponderante dell'attività dell'ICAR è sviluppare programmi finalizzati alla descrizione archivistica (come Archimista), alla normalizzazione dei criteri di descrizione, allo sviluppo e all'interoperabilità fra sistemi informativi, nonché il coordinamento dei sistemi informativi archivistici. In questo senso gestisce il Sistema informativo degli Archivi di Stato (SIAS) e coordina il Sistema archivistico nazionale (SAN) mentre la Direzione generale Archivi gestisce i relativi portali tematici.
Nel 2017, ICAR e Wikimedia Italia hanno sottoscritto un accordo quadro di collaborazione di durata triennale, a seguito del quale alcune biografie di Wikipedia (es. Giovanni Ansaldo) sono state modificate in base alle pagine testuali presenti nell'archivio ICAR, mentre nella sezione dal titolo "bibliografia" i lettori dell'enciclopedia erano indirizzati alla consultazione dei fondi archivistici prodotti dai protagonisti delle voci.